# Henrik Otto Donner

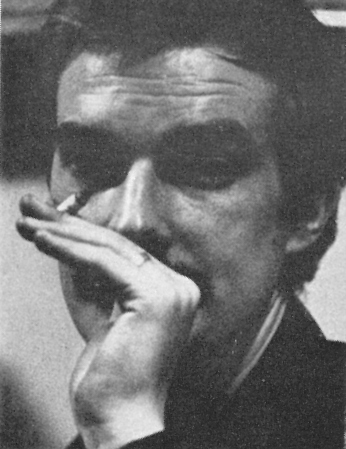
Henrik Otto Donner.

Henrik Otto Donner, född 16 november 1939 i Helsingfors, död 26 juni 2013 i Jakobstad, var en finländsk tonsättare. 
Donner studerade vid Sibelius-Akademin 1958–1963, bland annat komposition för Nils-Eric Fougstedt och Joonas Kokkonen och kompletterade sina studier för bland andra György Ligeti. Han var kapellmästare vid Rundradions teateravdelning 1967–1969, chef för dess underhållningsavdelning 1970–1974 och verkställande direktör för skivbolaget Love Records 1976–1979. 
Donner, som 1969–1976 ledde Akademiska sångföreningen, innehade åtskilliga förtroendeuppdrag inom finländskt musikliv, bland annat som ordförande för Statens tonkonstkommission 1974–1979. Som komponist framträdde Donner med elektronisk musik, aleatorisk musik och körmusik; han har även som trumpetare påverkat den moderna jazzens utveckling i Finland. 